# 御嶽宿

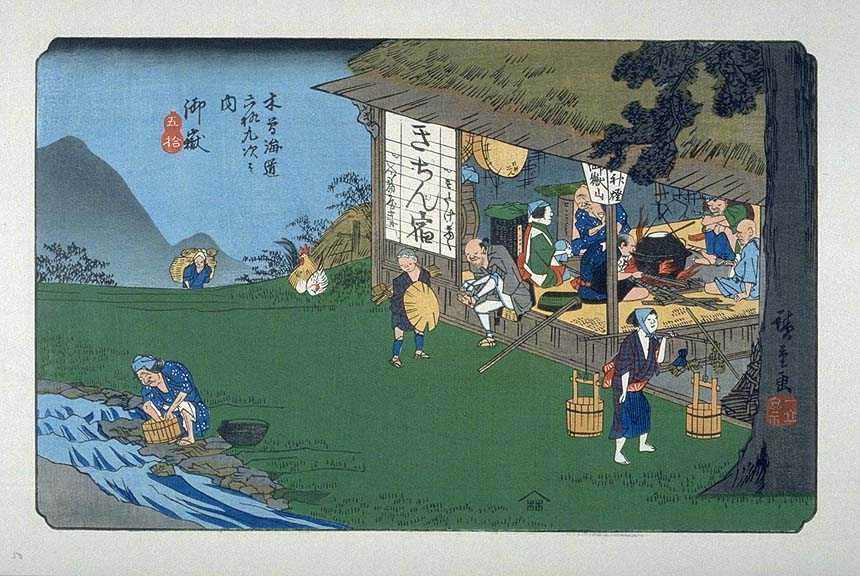
歌川広重「木曽海道六十九次・御嶽」

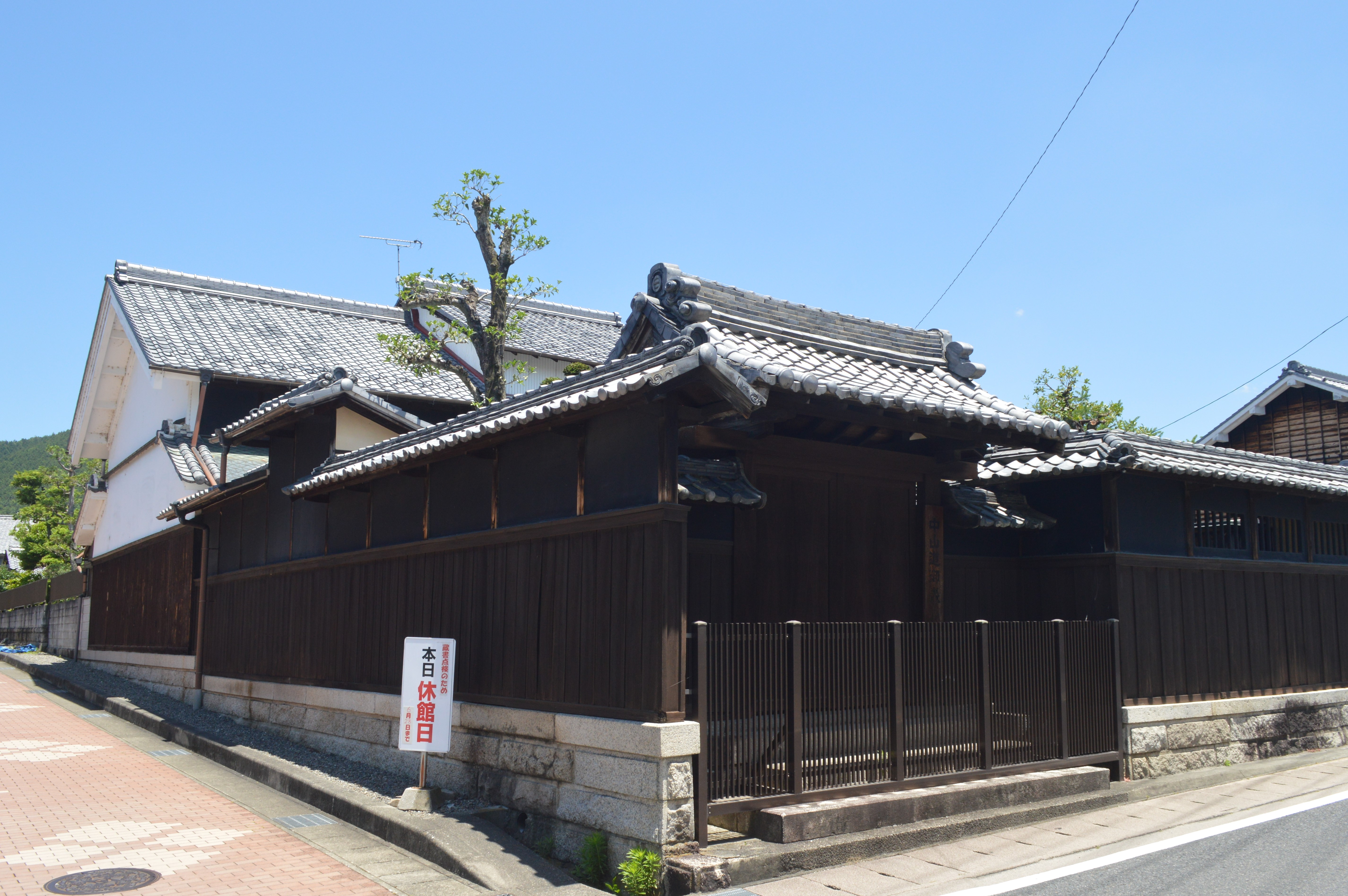
御嶽宿本陣跡

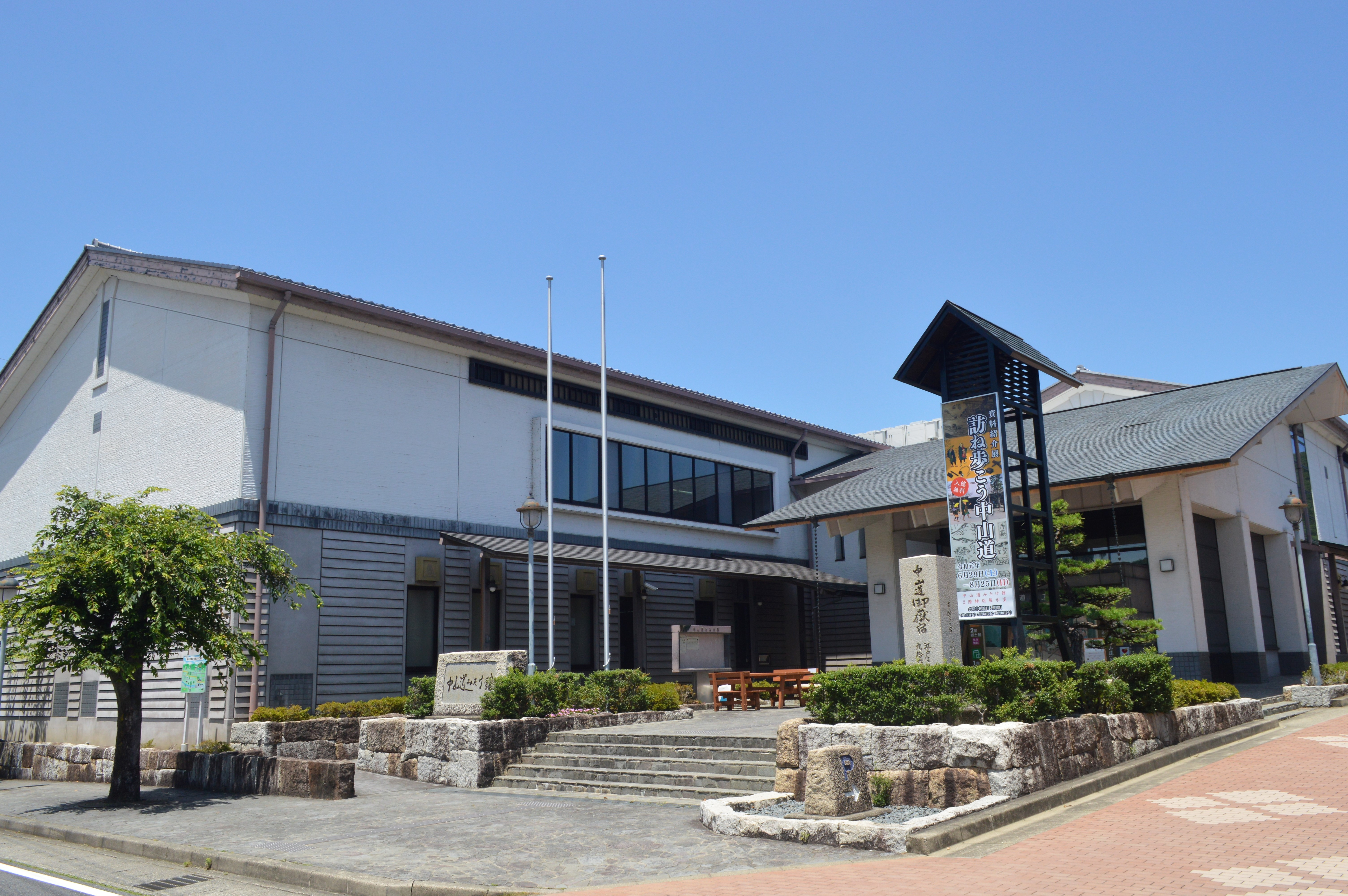
中山道みたけ館

御嶽宿（みたけじゅく）は、中山道49番目の宿場（→中山道六十九次）。美濃国可児郡御嵩村（現・岐阜県可児郡御嵩町）に存在した。
願興寺の門前町として発達した。中山道制定当初からの宿場。
御嵩宿制札、御嵩宿問屋千木秤は、御嵩町指定重要文化財となっている。

## 概略
- 尾張藩領（1843年）
- 人口：600人
- 家数：66軒
- 本陣：1軒
- 脇本陣：1軒
- 旅籠：28軒

## 最寄り駅
- 名鉄広見線 御嵩駅

## 史跡・みどころ
- 御嶽宿本陣跡
- 中山道みたけ館
  - 岐阜県内、特に御嵩町内の中山道関連の展示が充実している。入館無料。
- 願興寺（蟹薬師）
- 愚渓寺

伏見宿までの史跡・みどころ
- 鬼の首塚
  - 鎌倉時代初期、鬼岩の岩窟に住み着いき乱暴狼藉を極めた「鬼の太郎」を、この地の地頭交告源吾盛康の家臣4名が、蟹薬師のお告げによって退治した。しかし、首を京へ運ぶ途中、急に首桶が重くなって運べなくなり、やむなくこの地に埋めたという。
- 顔戸城址
- 比衣一里塚跡

## 隣の宿
中山道
細久手宿 - 御嶽宿 - 伏見宿